# مركبة الإطلاق المكوكية ذات الحمولة الثقيلة

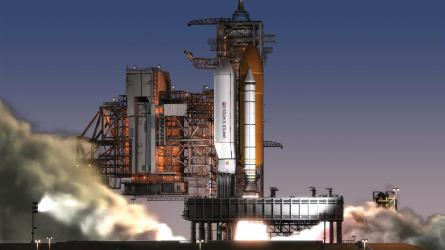
اقتراح ناسا بشأن مركبة الفضاء HLV غير المكوكية C

كانت مركبة الإطلاق المكوكية ذات الحمولة الثقيلة (أتش أل في) اقتراح لمركبة إطلاق ذات قدرات رفعٍ فائقة ضمن برنامج كونستوليشن التابع ناسا. قُدّم لأول مرة إلى لجنة أوغسطين في 17 يونيو 2009.
استنادا إلى مفهوم المكوك سي الذي كان موضوع دراساتٍ مختلفة منذ الثمانينيات، كانت أتش أل في مركبة إطلاقٍ مكوكية (أس دي أل في) اُقترحت لاستبدال المركبة المدارية الخاصة بالمكوك الفضائي بناقل حمولةٍ جانبي. في حين لن يجري استبدال الخزان الخارجي للمكوك الفضائي (إيي تي) والمُعززين الصاروخيين العاملين بالوقود الصلب المُكونين من أربعة أجزاء (أس آر بي).
وفقًا للتقديرات الأولية، كان من الممكن تطوير مركبة أتش أل خلال 4 سنواتٍ ونصف بتكلفة 6.6 مليار دولار، وهو ما يمثل حوالي 20% من التكلفة المقدرة لتطوير مركبتي آريس 1 وآريس 5.

## بداية المشروع
جرت دراسة مفهوم المركبة الجانبية غير المأهولة، المُسماة المكوك-سي، ضمن برنامج مكوك الفضاء بين عامي 1984 و1995. لم يُموّل خيار المكوك-سي المُخصص لنقل البضائع فقط في الثمانينيات والتسعينيات بسبب القيود المفروضة على ميزانية ناسا. بعد كارثة مكوك كولومبيا، أُجرِيت دراسة صناعية في عامي 2004 و2005 لمواصلة دراسة المفهوم كبديلٍ للمكوك. تفحصت دراسة هندسة أنظمة الاستكشاف (إي أس أيه أس) في عام 2005 أيضًا خيار المكوك-سي (بنسخته غير المأهولة) ضمن مشروع كونستوليشن. هدفت جميع هذه المفاهيم إلى أن يكون الحامل المثبت على جانب الصاروخ ذاتي التحكم، الذي من شأنه الانفصال عن الخزان الخارجي بعد انقطاع تشغيل المحرك الرئيسي، على غرار مكوك الفضاء. تضمنت بعض الدراسات إعادة استخدام محركات المكوك الرئيسية الخاصة بالحامل المثبت على الجانب. لم يتضمن أي مفهومٍ وجود غطاء حمولةٍ قابلٍ للانفصال أثناء صعود الصاروخ.
كان اقتراح مركبة أتش أل في الذي عُرض في 17 يونيو 2009 يستند جزئيًا إلى مفهوم المكوك-سي الأصلي. كانت الاختلافات الرئيسية هي أنّ الناقل المحمول على الجانب لن يستطيع الانفصال عن الخزان الخارجي، واُقترح أيضًا نقل رواد فضاء على مركبة أتش أل في. تطلب الاقتراح عمل نحو 60 مهندسًا من ناسا.

## مواصفات أتش أل في
اقترح المهندسون أن تكون كتلة مركبة أتش أل في 4,600,000 باوند (2,100,000 كجم) عند انطلاقها، بالإضافة لكتلة المُعززين الصاروخيين العاملين بالوقود الصلب، البالغة 2,600,000 باوند (120,000 كجم) بقوة دفع إجمالية تبلغ 5,900,000 باوند-قوة (26 مليون نيوتن) عند مستوى سطح البحر، بالإضافة لكتلة الخزان الخارجي المُعبأ بالوقود البالغة حوالي 1,660,000 باوند (750,000 كجم).
كان من المفترض أن يشمل الحامل المثبت على الجانب ذيلًا مكوكيًا يحمل ثلاثة محركاتٍ مكوكية رئيسية وعناصر دفع أخرى. كان من المُخطط أن يشغل ناقل الحمولات البالغ قطره 7.5 متر (25 قدم) مع غطاء الحمولات القابل للانفصال البالغة كتلته 51,000 باوند (23,000 كجم) المساحة التي يشغلها عادةً جزء المركبة المدارية المُتبقي. لن يكون للمركبة الأساسية مرحلةٌ علوية، ما سيفرض على الحمولة إتمام عملية التدوير المداري وربما عمليات الدخول في المدار الانتقالي القمري.
كانت عملية التطوير الجديدة بالكامل المطلوبة لمركبة أتش أل في مرتبطة بالحامل المُثبت على الجانب. كانت جميع المكونات الأخرى المستخدمة على مركبة أتش أل في قيد الاستخدام بالفعل في المكوك الفضائي، كان من المخطط إعادة استخدام قطع الغيار والأجهزة التي سيجري استردادها من المركبات المدارية بعد أول ست رحلاتٍ للمركبة كحدٍ أقصى، بما في ذلك وحدات الطيران الإلكترونية الموجودة، وبرامج الطيران، ومحركات المكوك الرئيسية (خلال رحلات النسخة الأولى من المركبة). فعليًا، لن تكون هناك حاجة إلى إحداث أي تغيير في البنية التحتية لمكوك الفضاء الموجودة في ذلك الوقت، بما في ذلك مبنى تجهيز المركبات وبارجة الخزان الخارجي الخارجية حتى منصات الإطلاق.

### المرحلة العليا
لتكون المركبة صالحة للاستخدام في الرحلات القمرية المتصورة، ستحتاج إلى مرحلة عليا. اُقتراح استخدام محرك جي-2 أكس، الذي كان قيد التطوير لمركبة آريس 1، لهذه المرحلة العليا. كان يمكن أن تُوفر المرحلة العليا قوة دفعٍ مقدارها حوالي 300,000 باوند – قوة (1.3 مليون نيوتن) (في الفراغ) واندفاعًا نوعيًا (آي أس بي) يبلغ 448 ثانية.
بدلا من ذلك، اقترحت شركة ائتلاف الإطلاق المتحد (يو أل أيه) أنّ مركبة الهبوط المحورية مُزدوجة الدفع (دي تي أيه أل) يمكن أن تتسع في مخزن حمولةٍ مثبتة على الجانب. كان من الممكن لمفهوم مستودعي الوقود/المرحلتين العلويتين أيه سي إيي 41 وأيه سي إيي 71 التابعتان ليو أل أيه الاتساع أيضًا داخل مخزن الحمولة المُثبت جانبيًا، وكانت مرحلة أيه سي إي 71 بكتلة 75 طنًا متريًا (83 طن أمريكي) مناسبةً بشكلٍ جيد لسعة خزان الحمولة الخاص بالمركبة.

### طبيعة المهمة
على عكس المكوك-سي، فلن يكون أي جزءٍ من المركبة (باستثناء صاروخي آي آر بي المُكونين من 4 أجزاء) قابلًا للاسترداد وإعادة الاستخدام. كان من الممكن أن تُستخدم مركبة أتش أل اسلوب طيرانٍ مختلفٍ عن المكوك بسبب نقص الأجنحة وحدود الحمولة المفروضة عليها. كان من المفترض التخلص من غطاء الحمولة البالغة كتلته 23,000 رطل (10,000 كجم) بعد 185 ثانية من بدء الرحلة على ارتفاع حوالي 57 ميل بحري (106 كم). لم يُخطط إعادة استخدام المحركات الرئيسية للمكوك الفضائي، وبالتالي يمكن تبسيط هندستها، ووجب إنتاج محركات جديدة لكل مركبة. بالنسبة للمهمات القمرية، تصور اقتراح مركبة أتش أل في انفصالًا دون مداري لمراحل الصاروخ في مدارٍ أبعاده 30 ميلًا بحريًا (56 كم) × 120 ميلًا بحريًا (220 كم) لزيادة الكتلة خلال مرحلة الدخول في المسار القمري الانتقالي مع إطلاق صواريخ المرحلة العليا مرتين (إطلاق دون مداري وإطلاق آخر في المسار القمري الانتقالي).

## هندسة المهمة القمرية
في حين صُممت مركبة أتش أل في لتوفير مهماتٍ مأهولة ومهمات شحن إلى محطة الفضاء الدولية، كان هدفها الرئيسي استبدال تصاميم مركبتي آريس 1 وآريس 5. تمحورت هندسة المهمة البدائية حول إجراء عمليات التقاءٍ في المدار القمري. كان من المقرر إطلاق مركبتي أتش أل في لإكمال مهمةٍ واحدة. إذ كان سيجري إطلاق أول مركبةٍ وعلى متنها مركبة هبوطٍ قمرية لوضعها في مسار انتقاليٍ نحو القمر. بعد الدخول في ذلك المسار، كان من المقرر أن تدخل مركبة الهبوط في مدارٍ قمري منخفض (أل أل أوه) بكتلة كُلية قدارها 35 طن متري، لينتهي المطاف بالمركبة بكتلةٍ كلية مقدارها 28 طنًا متريًا بعد إتمام عملة الدخول. كانت مركبة أتش أل في الثانية ستقوم بإرسال مركبة أوريون الفضائية وعلى متنها طاقمٌ بشري للدخول في مسارٍ انتقالي نحو القمر، بحيث تبقى مركبة أوريون البالغة كتلتها 20 طنًا متريًا متصلةً بالمرحلة العليا، التي كانت ستقوم بإدخال مركبة أوريون في المدار القمري المنخفض لتلتحم مع مركبة الهبوط القمرية.

## خيارات التطوير
لو جرى بناء مركبة أتش أل في، فستكون خيارات تطويرها محدودة. بينما كان من الممكن استخدام صواريخ مُعزِزة عاملة بالوقود مكونة من 5 أجزاء، فقد تطلب الأمر إجراءٍ عملية إعادة هندسة ضخمة لتتمكن المركبة من إيصال 7 أطنان مترية إضافية لمدارٍ أرضي أكثر انخفاضًا. تضمنت خيارات التطوير الأخرى ترقية محرك المكوك الرئيسي ليُنتج دفعًا يُعادل 106% أو 109% من قوة الدفع السابقة أو استبدال محرك جي 2 أكس الخاص بالمرحلة العُليا بمحرك مكوكٍ رئيسي قابل للتشغيل في الهواء.